# Kupparavalli, Nanjangud
Kupparavalli là một làng thuộc tehsil Nanjangud, huyện Mysore, bang Karnataka, Ấn Độ.